# Salisch (Adelsgeschlecht)

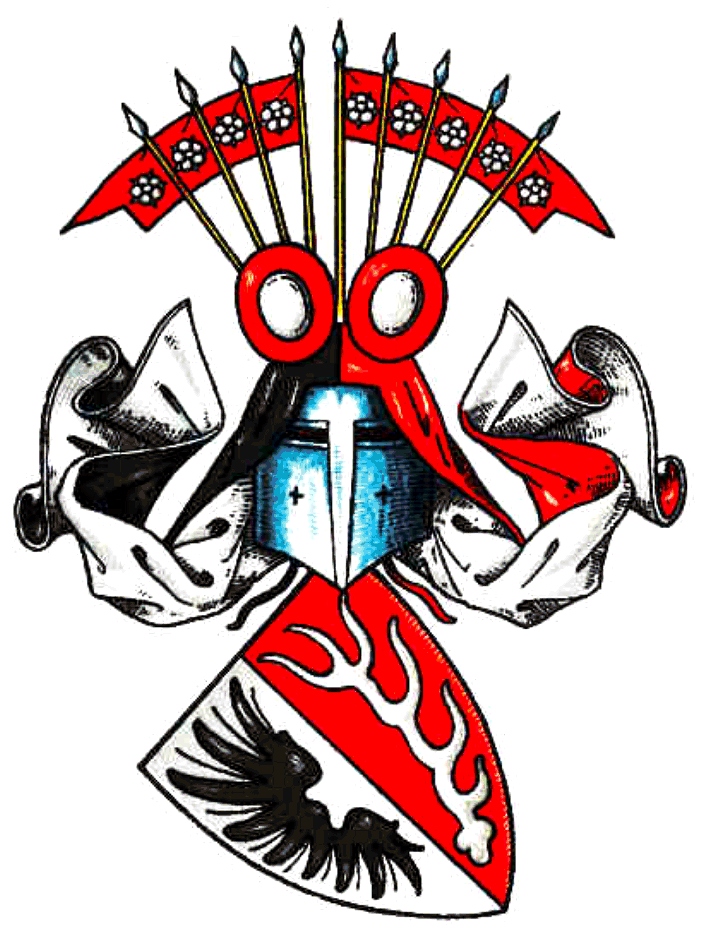
Stammwappen derer von Salisch

Salisch ist der Name eines alten schlesischen Adelsgeschlechts, das sich dort seit dem 13. Jahrhundert nachweisen lässt.

## Geschichte
Urkundlich ist die Familie erstmals am 7. Dezember 1259 mit Nassigneus belegt. Die Familie teilte sich im 14. Jahrhundert in folgende Stämme: Mersine, Stiebendorf, Nassengnief (Nassengriff) und Großgraben, während der im 16. Jahrhundert dem Geschlecht den einheitlichen Namen „Salisch“ für alle drei Stämme gebende Stamm, Dzalusch (Salisch), inzwischen erloschen ist.
Das Geschlecht besaß bis zur Vertreibung 1945 zahlreiche Güter in Schlesien, darunter Jeschütz, Koschnöwe und Lohe im Kreis Trebnitz, Ober- und Nieder-Kehle, Postel im Kreis Militsch, Kratzkau, Gohlitsch und Schmellwitz im Kreis Schweidnitz sowie Penkendorf und Bischdorf.
Ernst Heinrich von Salisch und Großgraben, Erbherr auf Bruschwiz, Ramischau und Oberlangendorf, Kammerherr des Johanniterordens, erhielt von Kaiser Karl VI. am 24. März 1728 den erblich-böhmischen Freiherrenstand und wurde von König Friedrich II. von Preußen am 6. Nov. 1741 in den Grafenstand erhoben.
Karl Ernst von Salisch und Nassengriff (Nassadel), königlicher Geheimer Justizrat, herzoglich kurländischer Reg.- Präsident und Landeshauptmann zu Wartenberg, Herr auf Dalbersdorf und Neugut, wurde am 15. Oktober 1786 in den Grafenstand erhoben. Er war verheiratet mit Sophie Gottliebe Erdmuthe von Schimonsky, mit der er 3 Töchter, aber keinen männlichen Erben hatte.

## Wappen

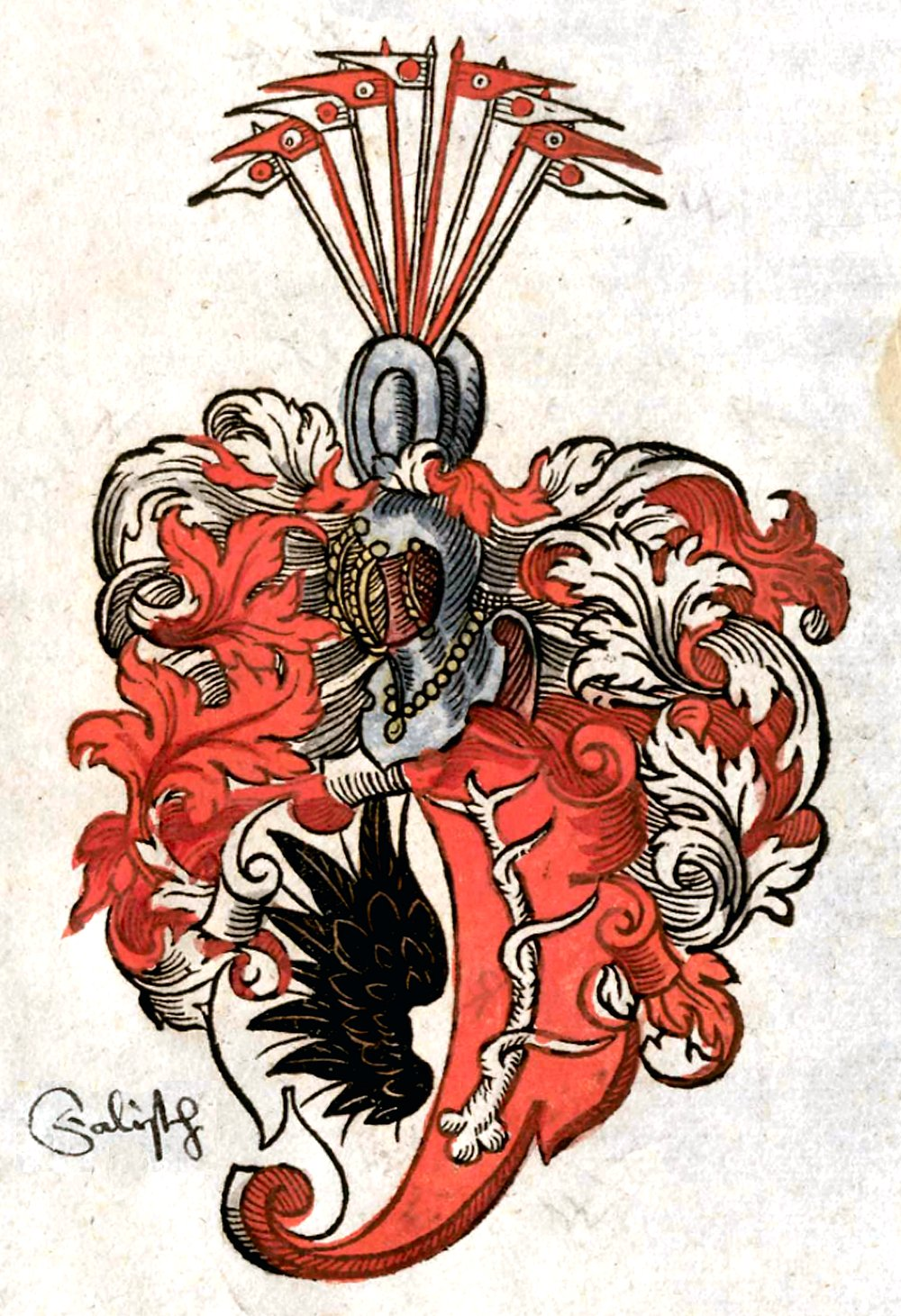
Salisch-Wappen; In: Römischer Kayserlichen / auch zu Hungern vnd Behaimb / Königlichen Mayestat Wappen, 1578

Das Stammwappen ist gespalten, rechts in Silber ein schwarzer  Adlerflügel, links in Rot eine silberne Hirschstange. Auf dem Helm mit rechts schwarz-silbernen und links rot-silbernen Decken zwei rote Schilde mit silbernen Buckeln vor neun (rechts vier, links fünf) mit je einer silbernen  Rose belegtem roten Fähnlein an goldenen Stangen.

## Bekannte Familienmitglieder
- Adam Heinrich von Salisch (1650–1729), Erbherr auf Oberlangendorf und Gerichts-Assessor
- Arthur von Salisch (1829–1885), deutscher Rittergutsbesitzer und Parlamentarier
- Ernst Wilhelm von Salisch (1649–1711), republikanisch-niederländischer und kaiserlicher General, Erbherr auf Jetzel, Ober- und Nieder Boguslawitz, Grabke, Koche und Grünhof. Gouverneur von Breda.
- Ferdinand von Salisch (1790–1846), preußischer Generalmajor
- Gotthilf von Salisch (1876–1962), Preußischer Landrat
- Hans Rudolph von Salisch (1704–1760), Preußischer Landrat
- Heinrich von Salisch (1846–1920), Forstmann und Politiker, Mitglied des preußischen Herrenhauses
- Johanna von Eichendorff, geb. von Salisch (1726–1798), Großmutter väterlicherseits der Dichter Wilhelm und Joseph von Eichendorff
- Karl Heinrich Julius von Salisch (1769–1838), Historiker und Dichter, sachsen-gothaischer Oberhofmarschall
- Karl Friedrich Wilhelm von Salisch (1792–1836), preußischer Oberlandesgerichtsrat
- Karl Otto von Salisch (1902–1945), Polizeipräsident von Bromberg, Standrechtlich erschossen am 31. Januar 1945
- Paul von Salisch (1826–1883), Schlesischer Gutsbesitzer, Politiker und Mitglied des Preußischen Herrenhauses
- Rudolf von Salisch (1797–1861), Landesältester der Oels-Militscher und der Breslau-Brieger Fürstentumslandschaft
- Wilhelm von Salisch (1850–1924), preußischer Generalleutnant
- Wilhelm Rudolf von Salisch (1913–1945), Wehrmachtsoffizier, Träger des Eichenlaubs zum Ritterkreuz des Eisernen Kreuzes
- Wilhelm Alexander von Salisch (1802–1876), preußischer Generalmajor